# Edinburgh (Indiana)
Pour les articles homonymes, voir Edinburgh (homonymie).
Edinburgh est une municipalité américaine principalement située dans le comté de Johnson en Indiana. Lors du recensement de 2010, sa population est de 4 480 habitants.

## Géographie
Edinburgh se trouve à la confluence de la Sugar Creek et la Big Blue River (en). Elle est desservie par l'Interstate 65, qui passe à l'est de la ville.
Selon le Bureau du recensement des États-Unis, la municipalité s'étend en 2010 sur une superficie de 3,11 mille carré (8,05 km2). L'essentiel d'Edinburgh se trouve dans le comté de Johnson : 4 008 habitants sur 1,6 mille carré (4,14 km2). Cependant la ville s'étend également sur deux comtés voisins : 0,93 mille carré (2,41 km2) dans le comté de Bartholomew et 0,58 mille carré (1,5 km2) dans le comté de Shelby.

## Histoire
Edinburgh est fondée en 1822 par Louis Bishop et Alexander Thompson. Elle est nommée par l'écossais Thompson en l'honneur de la ville d'Édimbourg (en anglais : Edinburgh).
Edinburgh devient une municipalité en 1835. Elle se développe particulièrement à partir de 1845 lors de la construction du chemin de fer entre Madison et Indianapolis. Elle voit sa population multipliée par six entre 1845 et 1858 (passant de 250 à 1 500 habitants). Entre 1899 et 1977, la ville abandonne l'orthographe Edinburgh au profit d'Edinburg.
La ville compte trois quartiers inscrits au Registre national des lieux historiques :
- le centre commerçant historique, principalement constitué de monuments de style néo-roman ou italianisant du XIXe siècle et du début du XXe siècle[2] ;
- le quartier historique de South Walnut Street, un quartier résidentiel construit entre 1850 et 1935 où se côtoient des résidences modestes ouvrières (côté est) et des demeures bourgeoises (côté ouest)[6] ;
- le quartier historique de Toner, qui comprend des zones résidentielles typiques du Midwest et de toutes les époques de 1850 à 1959[7].

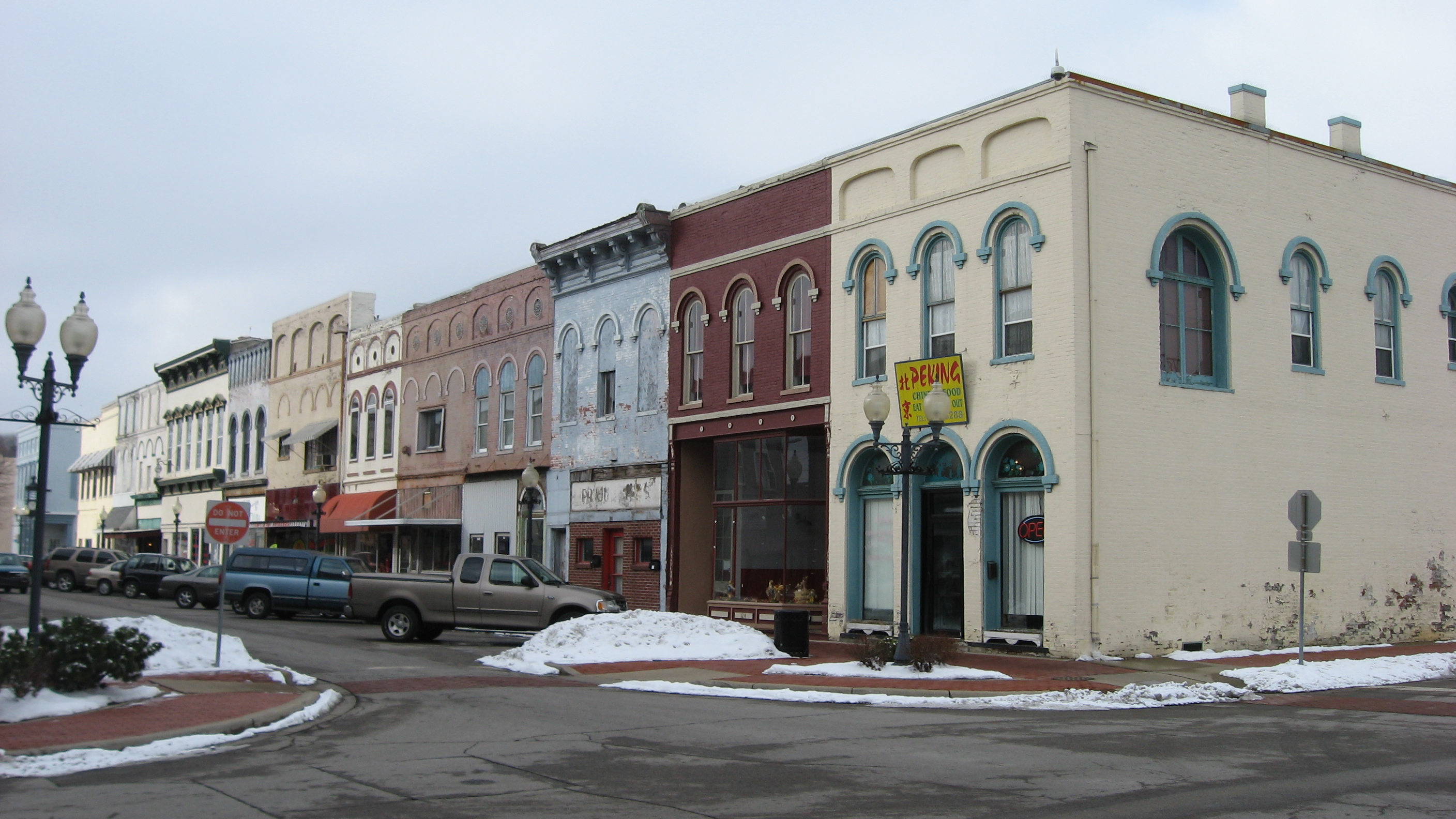
Le centre commerçant.
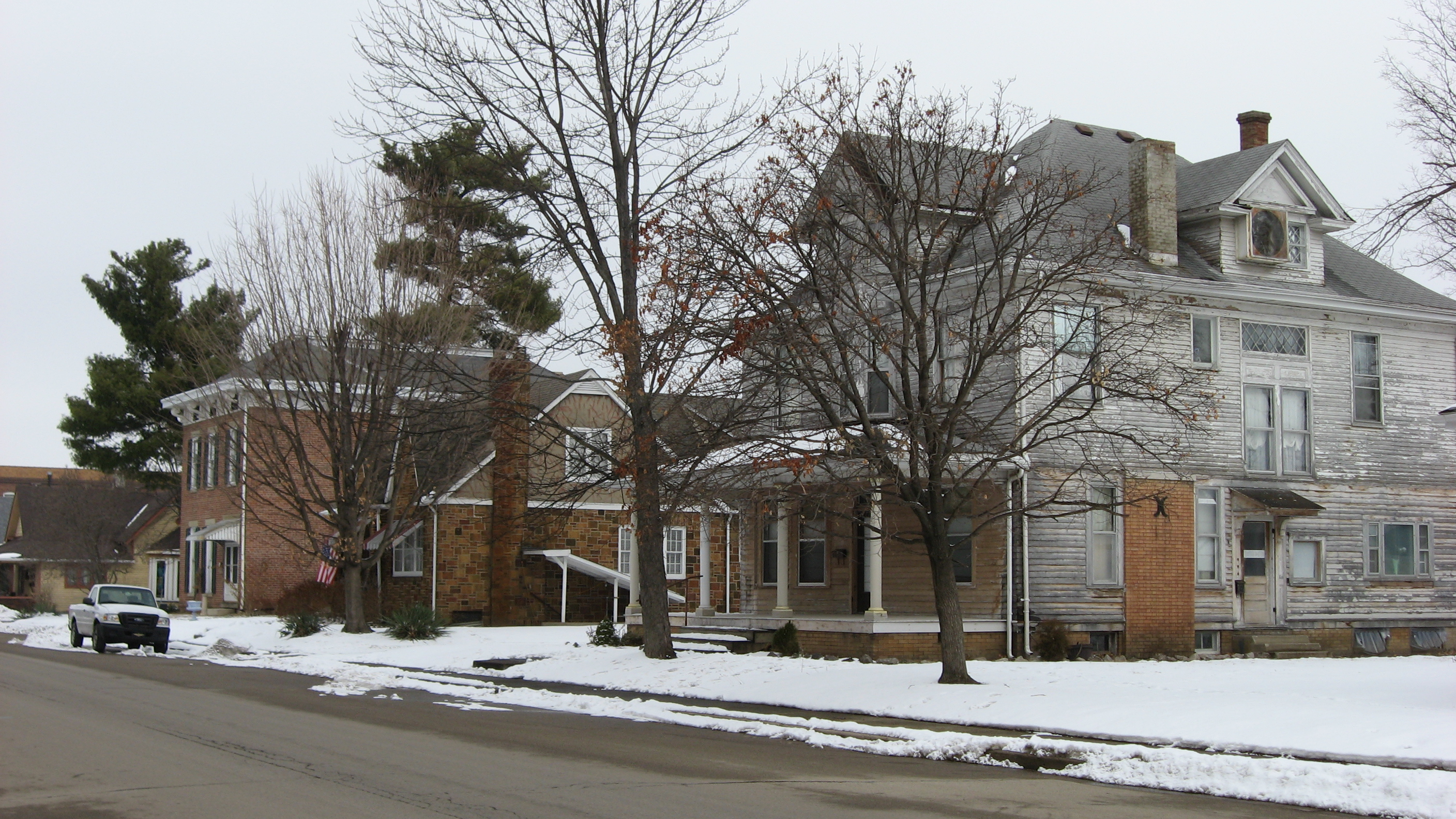
South Walnut Street.
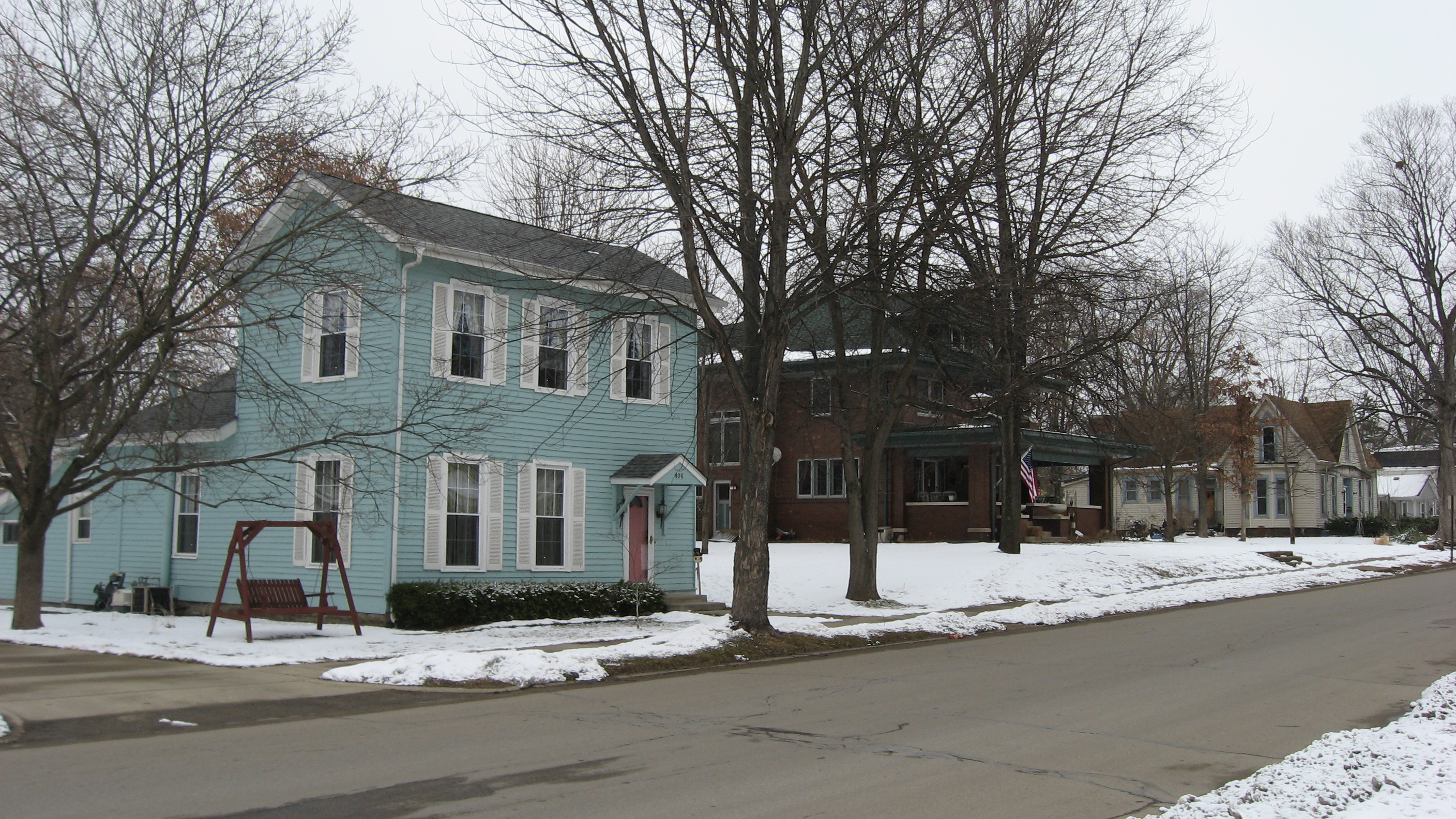
Le quartier Toner.

## Démographie
Selon l'American Community Survey de 2018, la population d'Edinburgh est blanche à 85 %. Elle comprend une minorité afro-américaine (6 %) et hispanique. 9 % de la population parle l'espagnol à la maison, le reste de ses habitants pratiquant l'anglais.
Edinburgh connaît un revenu médian par foyer de 43 169 dollars, inférieur à celui de l'Indiana (54 325 dollars) ou des États-Unis (60 293 dollars). Son taux de pauvreté est également plus élevé, à 16,2 % contre 13,1 % et 11,8 %. Seulement 5 % de sa population adulte est diplômée d'un baccalauréat universitaire (contre 26 % dans l'État et 32 % dans le pays),.